# Torre Colomer de Bescaran
Torre Colomer de Bescaran és un monument del municipi de les Valls de Valira (Alt Urgell) declarat bé cultural d'interès nacional.

## Descripció
Colomer en forma de torre que fa, interiorment, 3 X 4 m i té uns murs de 70 cm de gruix. L'aparell dels murs és de pedra del país sense desbastar, excepte a les cantonades. Hi ha restes d'arrebossat. A l'interior hi ha uns sis-cents seixanta nius, disposats en filades regulars. Hi ha una finestra a uns 4 m d'alçada i dos ràfecs amb lloses de pissarra a la part superior de l'edifici que donen la volta sencera.

## Història
Hi ha un testimoni indirecte de l'origen medieval del colomer. El 1497 es redactà un capbreu a Bescaran, en el qual una de les partides, on hi ha el colomer, és anomenada Palomera, denominació que encara perdura avui. Bescaran tingué estrets lligams amb el vescomtat de Castellbó, cosa que explicaria l'existència del Colomer, construcció estretament lligada amb el vescomtat.